# Бориславський розріз палеогену
Борисла́вський ро́зріз палеоге́ну — геологічна пам'ятка природи місцевого значення в Україні. Розташована на південь від центральної частини міста Борислав Дрогобицького району, Львівської області.
Площа 2 га. Оголошено рішенням Львівського облвиконкому від 09.10.1984 року № 495. Перебуває у віданні Нафтогазодобувного управління «Бориславнафтогаз».
Пам'ятка природи розташована в лівому березі річки Тисмениці і представлена інтенсивно зімнутими в складки та розірваними насувами товщ палеоген-неогенових відкладів внутрішньої зони Передкарпатського передового прогину.
Поруч з пам'яткою природи розташований Бориславський водоспад.